# Weymouth Football Club
El Weymouth F.C., también conocido como "Las Terras", es un club de fútbol fue fundado en el siglo XIX cuando en esos tiempos el deporte era lo más popular en la época ya que en Inglaterra empieza el fútbol inglés, con sede en la ciudad de Weymouth en el condado de Dorset. Actualmente está jugando en la Conference South.

## Palmarés
- Conference South (1): 2005–06
- Southern League Premier South (1): 2018-19
- Southern League Southern Division (1): 1997–98
- Southern League Premier Division Champions vs Champions Shield (1): 2018–19
- Southern League (2): 1964–65, 1965–66
- Western League Division One (3): 1922–23, 1936–37, 1937–38
- Western League Division Two (1): 1933–34
- Dorset League Division One (1): 1921–22
- Dorset League (2): 1897–98, 1913–14
- Dorset Senior Cup[1][2][3] (13): 1985–86, 1986–87, 1987–88, 1990–91, 1991–92, 1993–94, 1999–2000, 2000–01, 2002–03, 2014–15, 2015–16, 2016–17, 2019-20